# Todas (álbum)
Todas é o sexto álbum da cantora e compositora Marina, lançado em 1985.

## Faixas
| N.º            | Título                     | Compositor(es)             | Duração |  |
| 1.             | "Difícil"                  | Marina Lima Antonio Cicero | 3:43    |  |
| 2.             | "Nada Por Mim"             | Herbert Viana Paula Toller | 3:10    |  |
| 3.             | "Doida de Rachar (Maxine)" | Donald Fagen Lima          | 3:55    |  |
| 4.             | "Muda Brasil"              | Lima Cicero                | 3:20    |  |
| 5.             | "Correndo Atrás"           | Lima Cicero                | 3:19    |  |
| 6.             | "Onde?"                    | Lima Cicero                | 3:16    |  |
| 7.             | "Eu Te Amo Você"           | Kiko Zambianchi            | 3:14    |  |
| 8.             | "Por Querer"               | Lima Nico Rezende Cicero   | 3:20    |  |
| 9.             | "Já Fui"                   | Lima Cicero                | 3:28    |  |
| 10.            | "Avenida Brasil"           | Lima Cicero                | 3:23    |  |
| Duração total: | Duração total:             | Duração total:             | 33:08   |  |